# Amar Gegić
Amar Gegić (Stuttgart, Alemania, 14 de febrero de 1998) es un jugador de baloncesto bosnio que pertenece a la plantilla del KK Zadar de la ABA Liga. Es internacional con la Selección de baloncesto de Bosnia y Herzegovina. Mide 2,00 metros y juega en la posición de escolta.

## Carrera deportiva
Formado en las categorías inferiores del Spars Sarajevo, formó parte del equipo bosnio durante cuatro temporadas, hasta en 2016 firmó por el Bayern Munich de la Basketball Bundesliga, en el que jugó durante dos temporadas.
En la temporada 2018-2019, firmó por el Partizan de Belgrado y en la temporada siguiente regresó al Spars Sarajevo.
En la temporada 2021-22, firmó por la Cibona con el que disputó Liga Adriática, promediando 14,3 puntos, 4,4 rebotes y 3,6 asistencias. 
En verano de 2022 fichó por Paris Basketball de la LNB Pro A, con el que disputó la 7Days EuroCup con promedios de 11,7 puntos, 3,8 rebotes y 2,5 asistencias.
En la temporada 2023-24, firmó por Metropolitans 92, con el que promedia en la liga francesa unos números de 12,9 puntos, 2,7 rebotes y 2,3 asistencias.
El 28 de diciembre de 2023, firma por el Dreamland Gran Canaria de la Liga Endesa. El 5 de junio se anunciaría su desvinculación con el conjunto canario, tras haber jugado un total de 7 partidos, por decisión técnica, en los que promedió unos 7 minutos de juego.
El 18 de agosto de 2024 fichó por el KK Zadar de la ABA Liga.

### Selección nacional
Fue fijo es las convocatorias de las categorías inferiores de la selección de baloncesto de Bosnia y Herzegovina con la que debutaría en 2017 y con la que participaría en el Eurobasket 2022.